# Ne-Yo/Diskografie
Diese Diskografie ist eine Übersicht über die musikalischen Werke des US-amerikanischen R&B-Sängers Ne-Yo. Den Quellenangaben und Schallplattenauszeichnungen zufolge hat er bisher mehr als 106,2 Millionen Tonträger verkauft, davon alleine in seiner Heimat über 66,6 Millionen. Seine erfolgreichste Veröffentlichung ist die Single Give Me Everything mit mehr als 15,4 Millionen verkauften Einheiten. Diese verkaufte sich alleine in Deutschland über 1,2 Millionen Mal, womit sie zu den meistverkauften Singles des Landes der 2010er-Jahre zählt.

## Alben

### Studioalben
| Jahr | Titel Musiklabel                               | Höchstplatzierung, Gesamtwochen, AuszeichnungChartplatzierungen (Jahr, Titel, Musiklabel, Platzierungen, Wochen, Auszeichnungen, Anmerkungen) | Höchstplatzierung, Gesamtwochen, AuszeichnungChartplatzierungen (Jahr, Titel, Musiklabel, Platzierungen, Wochen, Auszeichnungen, Anmerkungen) | Höchstplatzierung, Gesamtwochen, AuszeichnungChartplatzierungen (Jahr, Titel, Musiklabel, Platzierungen, Wochen, Auszeichnungen, Anmerkungen) | Höchstplatzierung, Gesamtwochen, AuszeichnungChartplatzierungen (Jahr, Titel, Musiklabel, Platzierungen, Wochen, Auszeichnungen, Anmerkungen) | Höchstplatzierung, Gesamtwochen, AuszeichnungChartplatzierungen (Jahr, Titel, Musiklabel, Platzierungen, Wochen, Auszeichnungen, Anmerkungen) | Höchstplatzierung, Gesamtwochen, AuszeichnungChartplatzierungen (Jahr, Titel, Musiklabel, Platzierungen, Wochen, Auszeichnungen, Anmerkungen) | Anmerkungen                            |
| Jahr | Titel Musiklabel                               | DE | AT | CH | UK | US | R&B | Anmerkungen                            |
| ---- | ---------------------------------------------- | --- | --- | --- | --- | --- | --- | -------------------------------------- |
| 2006 | In My Own Words Def Jam Recordings (UMG)       | DE27 (5 Wo.)DE | AT63 (2 Wo.)AT | CH11 (15 Wo.)CH | UK14 Platin · (28 Wo.)UK | US1 ×2Doppelplatin · (37 Wo.)US | R&B1 (86 Wo.)R&B | Erstveröffentlichung: 28. Februar 2006 |
| 2007 | Because of You Def Jam Recordings (UMG)        | DE54 (1 Wo.)DE | — | CH49 (3 Wo.)CH | UK6 Gold · (12 Wo.)UK | US1 Platin · (35 Wo.)US | R&B1 (78 Wo.)R&B | Erstveröffentlichung: 1. Mai 2007      |
| 2008 | Year of the Gentleman Def Jam Recordings (UMG) | DE22 (7 Wo.)DE | AT41 (4 Wo.)AT | CH9 (8 Wo.)CH | UK2 ×2Doppelplatin · (56 Wo.)UK | US2 Platin · (47 Wo.)US | R&B1 (78 Wo.)R&B | Erstveröffentlichung: 24. Juni 2008    |
| 2010 | Libra Scale Def Jam Recordings (UMG)           | DE53 (1 Wo.)DE | — | CH15 (6 Wo.)CH | UK11 Silber · (8 Wo.)UK | US9 (18 Wo.)US | R&B4 (37 Wo.)R&B | Erstveröffentlichung: 1. November 2010 |
| 2012 | R. E. D. Motown Records (UMG)                  | DE83 (1 Wo.)DE | — | CH40 (2 Wo.)CH | UK17 Silber · (9 Wo.)UK | US4 (17 Wo.)US | R&B1 (40 Wo.)R&B | Erstveröffentlichung: 2. November 2012 |
| 2015 | Non-Fiction Motown Records (UMG)               | DE75 (1 Wo.)DE | — | CH59 (1 Wo.)CH | UK16 (3 Wo.)UK | US5 (18 Wo.)US | R&B1 (35 Wo.)R&B | Erstveröffentlichung: 27. Januar 2015  |
| 2018 | Good Man Motown Records (UMG)                  | — | — | — | — | US33 (3 Wo.)US | R&B17 (1 Wo.)R&B | Erstveröffentlichung: 8. Juni 2018     |
| 2022 | Self-Explanatory Motown Records (UMG)          | — | — | — | — | US184 (1 Wo.)US | — | Erstveröffentlichung: 15. Juli 2022    |

### Kompilationen
| Jahr | Titel Musiklabel                        | Anmerkungen                             |
| ---- | --------------------------------------- | --------------------------------------- |
| 2009 | The Collection Def Jam Recordings (UMG) | Erstveröffentlichung: 2. September 2009 |

## Singles

### Als Leadmusiker
| Jahr | Titel Album                                               | Höchstplatzierung, Gesamtwochen, AuszeichnungChartplatzierungen (Jahr, Titel, Album, Platzierungen, Wochen, Auszeichnungen, Anmerkungen) | Höchstplatzierung, Gesamtwochen, AuszeichnungChartplatzierungen (Jahr, Titel, Album, Platzierungen, Wochen, Auszeichnungen, Anmerkungen) | Höchstplatzierung, Gesamtwochen, AuszeichnungChartplatzierungen (Jahr, Titel, Album, Platzierungen, Wochen, Auszeichnungen, Anmerkungen) | Höchstplatzierung, Gesamtwochen, AuszeichnungChartplatzierungen (Jahr, Titel, Album, Platzierungen, Wochen, Auszeichnungen, Anmerkungen) | Höchstplatzierung, Gesamtwochen, AuszeichnungChartplatzierungen (Jahr, Titel, Album, Platzierungen, Wochen, Auszeichnungen, Anmerkungen) | Höchstplatzierung, Gesamtwochen, AuszeichnungChartplatzierungen (Jahr, Titel, Album, Platzierungen, Wochen, Auszeichnungen, Anmerkungen) | Anmerkungen                                                               |
| Jahr | Titel Album                                               | DE | AT | CH | UK | US | R&B | Anmerkungen                                                               |
| --- | --------------------------------------------------------- | --- | --- | --- | --- | --- | --- | ------------------------------------------------------------------------- |
| 2005 | Stay In My Own Words                                      | — | — | — | — | — | R&B36 (20 Wo.)R&B | Erstveröffentlichung: 20. September 2005 feat. Peedi Peedi                |
| 2006 | So Sick In My Own Words                                   | DE11 Gold · (16 Wo.)DE | AT21 (12 Wo.)AT | CH5 (21 Wo.)CH | UK1 ×2Doppelplatin · (23 Wo.)UK | US1 Gold + Platin (Mastertone) · (25 Wo.)US                                                                                              | R&B3 (32 Wo.)R&B | Erstveröffentlichung: 24. Januar 2006                                     |
| 2006 | When You’re Mad In My Own Words                           | — | — | — | — | US15 (20 Wo.)US | R&B4 (24 Wo.)R&B | Erstveröffentlichung: 28. Februar 2006                                    |
| 2006 | Sexy Love In My Own Words                                 | DE28 (9 Wo.)DE | — | CH29 (17 Wo.)CH | UK5 Platin · (18 Wo.)UK | US7 Platin (Mastertone) + Gold · (17 Wo.)US                                                                                              | R&B2 (34 Wo.)R&B | Erstveröffentlichung: 11. Juli 2006                                       |
| 2007 | Because of You                                            | DE30 (9 Wo.)DE | AT64 (2 Wo.)AT | CH51 (9 Wo.)CH | UK4 Platin · (19 Wo.)UK | US2 ×2Doppelplatin · (20 Wo.)US | R&B7 (27 Wo.)R&B | Erstveröffentlichung: 24. April 2007                                      |
| 2007 | Do You Because of You                                     | — | — | — | UK100 (1 Wo.)UK | US26 (20 Wo.)US | R&B3 (39 Wo.)R&B | Erstveröffentlichung: 31. Juli 2007                                       |
| 2007 | Can We Chill Because of You                               | — | — | — | UK62 (2 Wo.)UK | — | R&B52 (17 Wo.)R&B | Erstveröffentlichung: 29. September 2007                                  |
| 2007 | Go On Girl Because of You                                 | — | — | — | — | US96 (3 Wo.)US | R&B27 (20 Wo.)R&B | Erstveröffentlichung: 4. Dezember 2007                                    |
| 2008 | Closer Year of the Gentleman                              | DE4 Gold · (26 Wo.)DE | AT9 (21 Wo.)AT | CH17 (22 Wo.)CH | UK1 Platin · (39 Wo.)UK | US7 Platin · (39 Wo.)US | R&B21 (22 Wo.)R&B | Erstveröffentlichung: 15. März 2008                                       |
| 2008 | Miss Independent Year of the Gentleman                    | DE30 (9 Wo.)DE | AT54 (5 Wo.)AT | CH67 (8 Wo.)CH | UK6 ×2Doppelplatin · (25 Wo.)UK | US7 Platin · (28 Wo.)US | R&B1 (40 Wo.)R&B | Erstveröffentlichung: 26. August 2008                                     |
| 2008 | Mad Year of the Gentleman                                 | — | — | — | UK19 Gold · (19 Wo.)UK | US11 Platin · (24 Wo.)US | R&B5 (37 Wo.)R&B | Erstveröffentlichung: 17. November 2008                                   |
| 2008 | She Got Her Own (Miss Independent Part 2) –               | — | — | — | — | US54 (20 Wo.)US | R&B2 (39 Wo.)R&B | Erstveröffentlichung: 14. Dezember 2008 feat. Fabolous & Jamie Foxx       |
| 2009 | Part of the List Year of the Gentleman                    | — | — | — | — | — | R&B70 (15 Wo.)R&B | Erstveröffentlichung: 7. April 2009                                       |
| 2010 | Never Knew I Needed –                                     | — | — | — | UK99 (1 Wo.)UK | US— GoldUS | R&B56 (12 Wo.)R&B | Erstveröffentlichung: Februar 2010                                        |
| 2010 | Beautiful Monster Libra Scale                             | DE13 (17 Wo.)DE | AT20 (12 Wo.)AT | CH15 (19 Wo.)CH | UK1 Gold · (18 Wo.)UK | US53 (9 Wo.)US | R&B61 (3 Wo.)R&B | Erstveröffentlichung: 8. Juni 2010                                        |
| 2010 | Champagne Life Libra Scale                                | — | — | — | — | US75 (8 Wo.)US | R&B11 (35 Wo.)R&B | Erstveröffentlichung: 20. Juli 2010                                       |
| 2010 | One in a Million Libra Scale                              | — | — | CH52 (7 Wo.)CH | UK20 Silber · (11 Wo.)UK | US87 (7 Wo.)US | R&B17 (31 Wo.)R&B | Erstveröffentlichung: 14. September 2010                                  |
| 2012 | Think Like a Man Think Like a Man OST                     | — | — | — | — | US90 (2 Wo.)US | R&B33 (20 Wo.)R&B | Erstveröffentlichung: 31. Januar 2012 mit Jennifer Hudson feat. Rick Ross |
| 2012 | Lazy Love R.E.D.                                          | — | — | — | — | — | R&B25 (20 Wo.)R&B | Erstveröffentlichung: 12. Juni 2012                                       |
| 2012 | Let Me Love You (Until You Learn to Love Yourself) R.E.D. | DE61 (13 Wo.)DE | — | CH55 (3 Wo.)CH | UK1 Platin · (18 Wo.)UK | US6 Platin · (28 Wo.)US | — | Erstveröffentlichung: 3. August 2012                                      |
| 2012 | Don’t Make Em Like You R.E.D.                             | — | — | — | — | — | R&B47 (1 Wo.)R&B | Erstveröffentlichung: 22. Oktober 2012 feat. Wiz Khalifa                  |
| 2012 | Forever Now R.E.D.                                        | DE64 (7 Wo.)DE | AT73 (1 Wo.)AT | — | UK31 (4 Wo.)UK | — | — | Erstveröffentlichung: 23. November 2012                                   |
| 2014 | Money Can’t Buy Non-Fiction                               | — | — | — | — | — | R&B41 (6 Wo.)R&B | Erstveröffentlichung: 29. Mai 2014 feat. Jeezy                            |
| 2014 | She Knows Non-Fiction                                     | — | — | — | UK28 Silber · (8 Wo.)UK | US19 Platin · (20 Wo.)US | R&B6 (26 Wo.)R&B | Erstveröffentlichung: 16. September 2014 feat. Juicy J                    |
| 2014 | Time of Our Lives Globalization / Non Fiction             | DE22 Platin · (21 Wo.)DE | AT26 (15 Wo.)AT | CH35 (20 Wo.)CH | UK27 ×2Doppelplatin · (25 Wo.)UK | US9 ×5Fünffachplatin · (27 Wo.)US | — | Erstveröffentlichung: 17. November 2014 mit Pitbull                       |
| 2015 | Coming With You Non-Fiction                               | — | — | — | UK14 (5 Wo.)UK | — | — | Erstveröffentlichung: 23. Januar 2015                                     |
| 2018 | Push Back Good Man                                        | — | — | — | — | — | — | Erstveröffentlichung: 30. März 2018 feat. Bebe Rexha & Stefflon Don       |
| 2018 | Apology Good Man                                          | — | — | — | — | — | — | Erstveröffentlichung: 11. Mai 2018                                        |
| 2020 | U 2 Luv Self-Explanatory                                  | — | — | — | — | US66 (8 Wo.)US | — | Erstveröffentlichung: 29. Mai 2020 mit Jeremih                            |
| Folgende Lieder erschienen nicht als Single, wurden aber durch das Album zum Download und Streaming bereitgestellt und konnten somit eine Platzierung erlangen: |                                                           | | | | | | |                                                                           |
| |                                                           | | | | | | |                                                                           |
| 2007 | Leaving Tonight Because of You                            | — | — | — | — | — | R&B55 (20 Wo.)R&B | Charteinstieg: 19. Mai 2007 feat. Jennifer Hudson                         |
| 2011 | Crazy Love Libra Scale                                    | — | — | — | — | — | R&B72 (2 Wo.)R&B | Charteinstieg: 12. März 2011 feat. Fabolous                               |

### Als Gastmusiker
| Jahr | Titel Album                                                       | Höchstplatzierung, Gesamtwochen, AuszeichnungChartplatzierungen (Jahr, Titel, Album, Platzierungen, Wochen, Auszeichnungen, Anmerkungen) | Höchstplatzierung, Gesamtwochen, AuszeichnungChartplatzierungen (Jahr, Titel, Album, Platzierungen, Wochen, Auszeichnungen, Anmerkungen) | Höchstplatzierung, Gesamtwochen, AuszeichnungChartplatzierungen (Jahr, Titel, Album, Platzierungen, Wochen, Auszeichnungen, Anmerkungen) | Höchstplatzierung, Gesamtwochen, AuszeichnungChartplatzierungen (Jahr, Titel, Album, Platzierungen, Wochen, Auszeichnungen, Anmerkungen) | Höchstplatzierung, Gesamtwochen, AuszeichnungChartplatzierungen (Jahr, Titel, Album, Platzierungen, Wochen, Auszeichnungen, Anmerkungen) | Höchstplatzierung, Gesamtwochen, AuszeichnungChartplatzierungen (Jahr, Titel, Album, Platzierungen, Wochen, Auszeichnungen, Anmerkungen) | Anmerkungen                                                                                |
| Jahr | Titel Album                                                       | DE | AT | CH | UK | US | R&B | Anmerkungen                                                                                |
| --- | ----------------------------------------------------------------- | --- | --- | --- | --- | --- | --- | ------------------------------------------------------------------------------------------ |
| 2006 | Back Like That Fishscale                                          | — | — | — | UK46 (4 Wo.)UK | US61 (10 Wo.)US | R&B14 (24 Wo.)R&B | Erstveröffentlichung: 28. Februar 2006 Ghostface Killah feat. Ne-Yo                        |
| 2006 | Feels So Good There’s Something About Remy: Based on a True Story | — | — | — | — | — | R&B20 (20 Wo.)R&B | Erstveröffentlichung: 25. April 2006 Remy Ma feat. Ne-Yo                                   |
| 2006 | Put It in a Letter                                                | — | — | — | — | — | R&B91 (3 Wo.)R&B | Charteintritt: 4. November 2006 Mic Little feat. Ne-Yo                                     |
| 2007 | Make Me Better From Nothin’ to Somethin’                          | — | — | — | — | US8 Platin · (20 Wo.)US | R&B2 (34 Wo.)R&B | Erstveröffentlichung: 9. Juni 2007 Fabolous feat. Ne-Yo                                    |
| 2007 | Sexual Healing Soulicious                                         | DE11 (9 Wo.)DE | AT45 (8 Wo.)AT | CH41 (6 Wo.)CH | — | — | — | Erstveröffentlichung: 29. Juni 2007 Sarah Connor feat. Ne-Yo                               |
| 2007 | Hate That I Love You Good Girl Gone Bad                           | DE11 Gold · (14 Wo.)DE | AT14 (19 Wo.)AT | CH13 (13 Wo.)CH | UK15 Platin · (17 Wo.)UK | US7 ×3Dreifachplatin · (26 Wo.)US | R&B20 (21 Wo.)R&B | Erstveröffentlichung: 21. August 2007 Rihanna feat. Ne-Yo                                  |
| 2008 | Finer Things –                                                    | — | — | — | — | — | R&B80 (5 Wo.)R&B | Erstveröffentlichung: 2008 DJ Felli Fel feat. Kanye West, Jermaine Dupri, Fabolous & Ne-Yo |
| 2008 | Bust It Baby (Part 2) Da Definition of Real                       | — | — | — | UK81 (2 Wo.)UK | US7 Gold (Mastertone) + Platin · (22 Wo.)US                                                                                              | R&B2 (30 Wo.)R&B | Erstveröffentlichung: 23. Februar 2008 Plies feat. Ne-Yo                                   |
| 2008 | By My Side The Last Kiss                                          | — | — | — | — | — | R&B53 (11 Wo.)R&B | Erstveröffentlichung: 7. Oktober 2008 Jadakiss feat. Ne-Yo                                 |
| 2008 | Single The Block                                                  | — | — | — | UK81 (1 Wo.)UK | — | — | Erstveröffentlichung: November 2008 New Kids on the Block mit Ne-Yo                        |
| 2009 | Sunshine –                                                        | — | — | — | — | — | R&B62 (12 Wo.)R&B | Erstveröffentlichung: 2009 Phyllisia feat. Flo Rida Ne-Yo                                  |
| 2009 | Camera Phone LAX                                                  | — | — | — | UK48 (3 Wo.)UK | — | — | Erstveröffentlichung: Januar 2009 The Game feat. Ne-Yo                                     |
| 2009 | Knock You Down In a Perfect World…                                | DE30 (9 Wo.)DE | AT37 (5 Wo.)AT | — | UK5 Platin · (21 Wo.)UK | US3 ×2Doppelplatin · (31 Wo.)US | R&B1 (30 Wo.)R&B | Erstveröffentlichung: 24. März 2009 Keri Hilson feat. Kanye West und Ne-Yo                 |
| 2009 | What You Do Epiphany                                              | — | — | — | — | — | R&B57 (20 Wo.)R&B | Erstveröffentlichung: 7. Juli 2009 Chrisette Michele feat. Ne-Yo                           |
| 2009 | Be on You R.O.O.T.S.                                              | — | — | — | UK51 (2 Wo.)UK | US19 Gold · (16 Wo.)US | — | Erstveröffentlichung: 6. Oktober 2009 Flo Rida feat. Ne-Yo                                 |
| 2009 | Baby by Me Before I Self Destruct                                 | DE26 (9 Wo.)DE | AT56 (3 Wo.)AT | CH43 (4 Wo.)CH | UK17 Gold · (11 Wo.)UK | US28 Gold · (5 Wo.)US | R&B7 (22 Wo.)R&B | Erstveröffentlichung: 10. September 2009 50 Cent feat. Ne-Yo                               |
| 2009 | Never Knew I Needed Küss den Frosch (OST)                         | DE64 (5 Wo.)DE | — | — | — | — | — | Erstveröffentlichung: 27. Oktober 2009 Cassandra Steen mit Ne-Yo                           |
| 2010 | Super High Teflon Don                                             | — | — | — | — | US100 (1 Wo.)US | R&B19 (20 Wo.)R&B | Erstveröffentlichung: 4. Mai 2010 Rick Ross feat. Ne-Yo                                    |
| 2010 | Angels Cry Memoirs of an Imperfect Angel                          | — | — | — | UK81 (1 Wo.)UK | — | R&B90 (1 Wo.)R&B | Erstveröffentlichung: 4. Mai 2010 Mariah Carey feat. Ne-Yo                                 |
| 2011 | No More –                                                         | — | — | — | — | — | R&B87 (3 Wo.)R&B | Erstveröffentlichung: 2011 LL Cool J feat. Ne-Yo                                           |
| 2011 | Give Me Everything Planet Pit                                     | DE2 ×2Doppelplatin · (45 Wo.)DE | AT2 Platin · (40 Wo.)AT | CH2 ×2Doppelplatin · (46 Wo.)CH | UK1 ×3Dreifachplatin · (40 Wo.)UK | US1 Diamant · (45 Wo.)US | R&B79 (18 Wo.)R&B | Erstveröffentlichung: 22. März 2011 Pitbull feat. Ne-Yo, Afrojack & Nayer                  |
| 2012 | Turn All the Lights On Revolver                                   | DE44 Platin · (10 Wo.)DE | AT49 (6 Wo.)AT | — | — | — | — | Erstveröffentlichung: 17. Januar 2012 T-Pain feat. Ne-Yo                                   |
| 2012 | Leave You Alone Thug Motivation 103: Hustlerz Ambition            | — | — | — | — | US51 Platin · (15 Wo.)US | R&B3 (33 Wo.)R&B | Erstveröffentlichung: 21. Februar 2012 Jeezy mit Ne-Yo                                     |
| 2012 | Let’s Go 18 Months                                                | DE59 (10 Wo.)DE | AT49 (8 Wo.)AT | CH40 (5 Wo.)CH | UK2 Platin · (18 Wo.)UK | US17 Gold · (20 Wo.)US | — | Erstveröffentlichung: 30. Mai 2012 Calvin Harris feat. Ne-Yo                               |
| 2012 | Hands in the Air Step Up Revolution OST                           | DE37 (5 Wo.)DE | AT38 (4 Wo.)AT | CH26 (3 Wo.)CH | — | — | — | Erstveröffentlichung: 17. August 2012 Timbaland feat. Ne-Yo                                |
| 2012 | Turn Around Contrast                                              | DE76 (1 Wo.)DE | — | — | UK8 Silber · (12 Wo.)UK | — | — | Erstveröffentlichung: 5. Oktober 2012 Conor Maynard feat. Ne-Yo                            |
| 2013 | Play Hard Nothing but the Beat 2.0                                | DE8 Platin · (39 Wo.)DE | AT10 Gold · (31 Wo.)AT | CH3 Gold · (35 Wo.)CH | UK6 Platin · (29 Wo.)UK | US64 (9 Wo.)US | — | Erstveröffentlichung: 15. März 2013 David Guetta feat. Ne-Yo & Akon                        |
| 2013 | Reason to Hate –                                                  | — | — | — | — | — | — | Erstveröffentlichung: 23. April 2013 DJ Felli Fel feat. Ne-Yo, Tyga & Wiz Khalifa          |
| 2013 | You Girl Out of Many, One Music                                   | — | — | — | — | — | — | Erstveröffentlichung: 20. August 2013 Shaggy feat. Ne-Yo                                   |
| 2014 | Incredible Loved Me Back to Life                                  | — | — | — | — | — | — | Erstveröffentlichung: 14. Februar 2014 Céline Dion feat. Ne-Yo                             |
| 2015 | Higher Place –                                                    | — | — | — | — | — | — | Erstveröffentlichung: 17. Juli 2015 Dimitri Vegas & Like Mike feat. Ne-Yo                  |
| 2016 | Ain’t Nothin New Top 5 Dead or Alive                              | — | — | — | — | — | — | Erstveröffentlichung: 13. April 2016 Jadakiss feat. Nipsey Hussle & Ne-Yo                  |
| 2016 | Sin Miedo –                                                       | — | — | — | — | — | — | Erstveröffentlichung: 11. November 2016 Yunel feat. Ne-Yo & J Alvarez                      |
| 2020 | Me quedaré contigo Libertad 548                                   | — | — | CH74 (1 Wo.)CH | — | US— ×2Doppelplatin (Latin)US | — | Erstveröffentlichung: 31. Januar 2020 Pitbull feat. Ne-Yo Lenier & El Micha                |
| Folgende Lieder erschienen nicht als Single, wurden aber durch das Album zum Download und Streaming bereitgestellt und konnten somit eine Platzierung erlangen: |                                                                   | | | | | | |                                                                                            |
| |                                                                   | | | | | | |                                                                                            |
| 2008 | Bust It Baby (Part 1) Definition of Real                          | — | — | — | — | — | R&B69 (8 Wo.)R&B | Charteinstieg: 15. März 2008 Plies feat. Ne-Yo                                             |
| 2011 | Legendary We the Best Forever                                     | — | — | — | — | — | R&B100 (2 Wo.)R&B | Charteinstieg: 22. Oktober 2011 DJ Khaled feat. Ne-Yo, Chris Brown & Keyshia Cole          |
| 2022 | Kiss Me It’s Christmas Christmas, with Love Always                | — | — | — | UK87 (2 Wo.)UK | — | — | Charteinstieg: 6. Januar 2022 Leona Lewis feat. Ne-Yo                                      |

## Musikvideos
| Jahr | Titel                | Regie                      |
| ---- | -------------------- | -------------------------- |
| 2006 | So Sick              | Hype Williams              |
| 2006 | Back Like That       | Ray Kay                    |
| 2006 | When You’re Mad      | X/MW                       |
| 2006 | Sexy Love            | Anthony Mandler            |
| 2007 | Hate That I Love You | Anthony Mandler            |
| 2007 | Make Me Better       | Erik White                 |
| 2007 | Because of You       | Melina Matsoukas           |
| 2007 | Do You               | Melina Matsoukas           |
| 2007 | Can We Chill         | Jessy Terrero              |
| 2007 | Go on Girl           | Hype Williams              |
| 2008 | Closer               | Melina Matsoukas           |
| 2008 | Miss Independent     | Chris Robinson             |
| 2008 | Single               | Benny Boom                 |
| 2008 | She Got Her Own      | Vinroc                     |
| 2008 | Camera Phone         | Kevin Connolly             |
| 2008 | Mad                  | Diane Martel               |
| 2009 | Knock You Down       | Chris Robinson             |
| 2009 | Part of the List     | Taj                        |
| 2009 | Baby By Me           | Chris Robinson             |
| 2009 | Never Knew I Needed  | Melina Matsoukas           |
| 2010 | Beautiful Monster    | Wayne Isham, SkeetScorsese |
| 2010 | Champagne Life       | Wayne Isham, SkeetScorsese |
| 2010 | One in a Million     | Wayne Isham, SkeetScorsese |
| 2021 | Shake                | Will Kindrick              |

## Boxsets
| Jahr | Titel Musiklabel                                                                               | Anmerkungen                         |
| ---- | ---------------------------------------------------------------------------------------------- | ----------------------------------- |
| 2011 | Triple Pack: In My Own Words / Because of You / Year of the Gentleman Def Jam Recordings (UMG) | Erstveröffentlichung: 22. Juni 2011 |

## Statistik

### Chartauswertung
|                     | DE    | AT    | CH    | UK    | US    | R&B     |
| ------------------- | ----- | ----- | ----- | ----- | ----- | ------- |
| Nummer-eins-Alben   | DE—DE | AT—AT | CH—CH | UK—UK | US2US | R&B5R&B |
| Top-10-Alben        | DE—DE | AT—AT | CH1CH | UK2UK | US6US | R&B6R&B |
| Alben in den Charts | DE6DE | AT2AT | CH6CH | UK6UK | US8US | R&B7R&B |

|                       | DE     | AT     | CH     | UK     | US     | R&B      |
| --------------------- | ------ | ------ | ------ | ------ | ------ | -------- |
| Nummer-eins-Singles   | DE—DE  | AT—AT  | CH—CH  | UK5UK  | US2US  | R&B2R&B  |
| Top-10-Singles        | DE3DE  | AT3AT  | CH3CH  | UK12UK | US12US | R&B14R&B |
| Singles in den Charts | DE20DE | AT16AT | CH17CH | UK25UK | US30US | R&B43R&B |

### Auszeichnungen für Musikverkäufe
| Land/RegionAuszeichnungen für Musikverkäufe (Land/Region, Auszeichnungen, Verkäufe, Quellen) | Silber     | Gold       | Platin         | Diamant     | Verkäufe   | Quellen                               |
| -------------------------------------------------------------------------------------------- | ---------- | ---------- | -------------- | ----------- | ---------- | ------------------------------------- |
| Australien (ARIA)                                                                            | —          | 4× Gold4   | 30× Platin30   | —           | 2.240.000  | aria.com.au                           |
| Belgien (BRMA)                                                                               | —          | 2× Gold2   | 2× Platin2     | —           | 100.000    | ultratop.be                           |
| Brasilien (PMB)                                                                              | —          | 3× Gold3   | 19× Platin19   | 3× Diamant3 | 1.980.000  | pro-musicabr.org.br                   |
| Dänemark (IFPI)                                                                              | —          | 12× Gold12 | 15× Platin15   | —           | 1.222.500  | ifpi.dk                               |
| Deutschland (BVMI)                                                                           | —          | 8× Gold8   | 7× Platin7     | —           | 4.000.000  | musikindustrie.de                     |
| Finnland (IFPI)                                                                              | —          | Gold1      | —              | —           | 5.646      | ifpi.fi                               |
| Frankreich (SNEP)                                                                            | Silber1    | Gold1      | —              | —           | 504.800    | infodisc.fr                           |
| Golf-Kooperationsrat (IFPI)                                                                  | —          | Gold1      | —              | —           | 3.000      | ifpi.org                              |
| Italien (FIMI)                                                                               | —          | 5× Gold5   | 8× Platin8     | —           | 410.000    | fimi.it                               |
| Japan (RIAJ)                                                                                 | —          | 8× Gold8   | 9× Platin9     | —           | 3.050.000  | riaj.or.jp JP2                        |
| Kanada (MC)                                                                                  | —          | Gold1      | 12× Platin12   | —           | 960.000    | musiccanada.com                       |
| Mexiko (AMPROFON)                                                                            | —          | —          | 2× Platin2     | —           | 120.000    | amprofon.com.mx                       |
| Neuseeland (RMNZ)                                                                            | —          | 7× Gold7   | 39× Platin39   | —           | 1.092.500  | aotearoamusiccharts.co.nz NZ2 NZ3 NZ4 |
| Niederlande (NVPI)                                                                           | —          | Gold1      | —              | —           | 40.000     | nvpi.nl                               |
| Norwegen (IFPI)                                                                              | —          | —          | 8× Platin8     | —           | 130.000    | ifpi.no                               |
| Österreich (IFPI)                                                                            | —          | Gold1      | Platin1        | —           | 45.000     | ifpi.at                               |
| Portugal (AFP)                                                                               | —          | —          | 3× Platin3     | —           | 30.000     | Einzelnachweise                       |
| Russland (NFPF)                                                                              | —          | —          | Platin1        | —           | 200.000    | Einzelnachweise                       |
| Schweden (IFPI)                                                                              | —          | Gold1      | 10× Platin10   | —           | 410.000    | sverigetopplistan.se                  |
| Schweiz (IFPI)                                                                               | —          | 3× Gold3   | 2× Platin2     | —           | 105.000    | hitparade.ch                          |
| Singapur (RIAS)                                                                              | —          | Gold1      | —              | —           | 5.000      | rias.org.sg                           |
| Spanien (Promusicae)                                                                         | —          | 2× Gold2   | 7× Platin7     | —           | 300.000    | elportaldemusica.es promusicae.es     |
| Südkorea (KMCA)                                                                              | —          | —          | —              | —           | 3.909.177  | Einzelnachweise                       |
| Vereinigte Staaten (RIAA)                                                                    | —          | 9× Gold9   | 54× Platin54   | Diamant1    | 66.620.000 | riaa.com                              |
| Vereinigtes Königreich (BPI)                                                                 | 5× Silber5 | 4× Gold4   | 30× Platin30   | —           | 19.220.000 | bpi.co.uk                             |
| Insgesamt                                                                                    | 6× Silber6 | 75× Gold75 | 259× Platin259 | 4× Diamant4 |            |                                       |